# Skarabazoo
Gli Skarabazoo sono un gruppo musicale ska italiano, formatosi a Torino nel 1998.

## Storia del gruppo
Il gruppo degli Skarabazoo si forma nell'autunno del 1998. Sebbene inizialmente ciascun componente militasse con il rispettivo gruppo, dopo i primi concerti nell'estate del 1999, i membri si concentrano sul progetto Skarabazoo.
Nel gennaio 2000 il gruppo registra la prima demo, La Balera, esibendosi live nei locali della provincia di Torino. Nel febbraio 2001 esce la seconda demo Libera le parole. Quindi suonano in diversi contesti come centri sociali, pub, feste in piazza o universitarie dal Piemonte al Molise.
Nel giugno 2002 il gruppo torna in studio di registrazione e prepara il disco per il settembre successivo. Viene autoprodotto e autodistribuito Tutti giù per terra il novembre 2002. Alcuni brani compaiono in compilation come in Italian Rude Boys della Lambrusko Recors e Punk e contaminazioni vol. 2 della Sana Records.
Nel marzo 2003 si registrano tre brani, e a giugno viene distribuito in Italia l'EP Lo ska nel mare. Accompagnato da un video. Nel giugno 2004 il gruppo lavora al primo LP. Non riesco a stare fermo esce l'8 aprile 2005.
A partire dall'ottobre 2005 tre dei suoi componenti storici decidono di abbandonare gli Skarabazoo. La ricerca di nuovi componenti si completa nell'autunno successivo. La band acquista sonorità Rocksteady e reggae.
L'album Ti dirò esce nell'autunno 2009, con il produttore Josh Sanfelici (lo stesso di Fratelli di Soledad, Mau Mau, Roy Paci & Aretuska, Lou Dalfin) e la partecipazione di Roberto “Bobo” Boggio dei Fratelli di Soledad.
Nel 2011 gli Skarabazoo pubblicano l'EP La calda estate.

## Formazione

### Formazione attuale
- Sergione Capelli - voce
- Samuele Mairo - chitarra elettrica
- Manuele "The Man" Incerpi - batteria
- Frankie "Beat" Ventura - tastiere
- Matteo "Kamps" Campini - basso
- Christian Ferraro - tromba
- Simone Benetto - trombone
- Marco Bellando - sax
- Stefano Vitrotti - fonico FOH

### Ex componenti
- Matteo Cantamessa - batteria
- Corrado Cochi Buffa - tastiere
- Alberto T-Bone Borio - trombone
- Francesco Guccio Rocco - sax
- Luca Scicchitano - basso

## Discografia

### Album
- 2000 - La Balera
- 2002 - Tutti giù per terra
- 2005 - Non riesco a stare fermo
- 2009 - Ti dirò

### EP
- 2001 - Libera le parole
- 2003 - Lo ska nel mare
- 2011 - La calda estate

## Videografia
- 2005 - Lo ska nel mare
- 2010 - That's Right
- 2011 - Sul tetto